# Норт-Рівер
Норт-Рівер (англ. North River) — містечко в Канаді, у провінції Ньюфаундленд і Лабрадор.

## Населення
За даними перепису 2016 року, містечко нараховувало 570 осіб, показавши зростання на 1,4%, порівняно з 2011-м роком. Середня густина населення становила 137,7 осіб/км².
З офіційних мов обидвома одночасно володіли 25 жителів, тільки англійською — 545. Усього 5 осіб вважали рідною мовою не одну з офіційних.
Працездатне населення становило 48,9% усього населення, рівень безробіття — 22,2% (26,9% серед чоловіків та 10,5% серед жінок). 97,8% осіб були найманими працівниками, а 4,4% — самозайнятими.
Середній дохід на особу становив $39 222 (медіана $32 896), при цьому для чоловіків — $48 142, а для жінок $29 479 (медіани — $49 024 та $26 304 відповідно).
30,4% мешканців мали закінчену шкільну освіту, не мали закінченої шкільної освіти — 16,3%, 52,2% мали післяшкільну освіту, з яких 27,1% мали диплом бакалавра, або вищий, 10 осіб мали вчений ступінь.
| Статево-вікова структура населення | Статево-вікова структура населення | Статево-вікова структура населення | Статево-вікова структура населення | Статево-вікова структура населення |
| ---------------------------------- | ---------------------------------- | ---------------------------------- | ---------------------------------- | ---------------------------------- |
|                                    |                                    |                                    |                                    |                                    |
| Всього                             | Всього                             | 49,1%50,9%                         |                                    |                                    |
| 0 — 14 років                       | 0 — 14 років                       |                                    | 13,2%                              | 13,2%                              |
| 15 — 64 років                      | 15 — 64 років                      |                                    | 67,5%                              | 67,5%                              |
| 65 і більше                        | 65 і більше                        |                                    | 19,3%                              | 19,3%                              |
| 85 і більше                        | 85 і більше                        |                                    | 1,8%                               | 1,8%                               |
| Середній вік (років)               | Середній вік (років)               | 45,346,1                           | 45,7                               | 45,7                               |
| Медіана (років)                    | Медіана (років)                    | 48,850,8                           | 50,1                               | 50,1                               |
| — чоловіки — жінки                 |                                    |                                    |                                    |                                    |

| Походження мешканців:     | Походження мешканців:     | Походження мешканців: | Походження мешканців: | Походження мешканців: |
| ------------------------- | ------------------------- | --------------------- | --------------------- | --------------------- |
| Походження                |                           |                       | осіб                  | %                     |
| Корінні американці        | Корінні американці        |                       | 30                    | 5.83%                 |
| Інше північноамериканське | Інше північноамериканське |                       | 175                   | 33.98%                |
| Європейське               | Європейське               |                       | 325                   | 63.11%                |
| британське                | британське                |                       | 310                   | 60.19%                |
| французьке                | французьке                |                       | 20                    | 3.88%                 |
| українське                | українське                |                       | 10                    | 1.94%                 |
| Азійське                  | Азійське                  |                       | 15                    | 2.91%                 |

| Зайнятість населення за галузями (за класифікацією NOC): | Зайнятість населення за галузями (за класифікацією NOC): | Зайнятість населення за галузями (за класифікацією NOC): | Зайнятість населення за галузями (за класифікацією NOC): | Зайнятість населення за галузями (за класифікацією NOC): |
| -------------------------------------------------------- | -------------------------------------------------------- | -------------------------------------------------------- | -------------------------------------------------------- | -------------------------------------------------------- |
|                                                          |                                                          |                                                          |                                                          |                                                          |
| Управління                                               | Управління                                               |                                                          | 4,3%                                                     | 4,3%                                                     |
| Бізнес, фінанси та адміністрування                       | Бізнес, фінанси та адміністрування                       |                                                          | 10,9%                                                    | 10,9%                                                    |
| Освіта, правозахист, муніципальні та урядові служби      | Освіта, правозахист, муніципальні та урядові служби      |                                                          | 15,2%                                                    | 15,2%                                                    |
| Роздрібна торгівля та послуги                            | Роздрібна торгівля та послуги                            |                                                          | 17,4%                                                    | 17,4%                                                    |
| Гуртова торгівля, транспорт та обладнання                | Гуртова торгівля, транспорт та обладнання                |                                                          | 39,1%                                                    | 39,1%                                                    |
| Природні ресурси, сільське господарство                  | Природні ресурси, сільське господарство                  |                                                          | 4,3%                                                     | 4,3%                                                     |

## Клімат
Середня річна температура становить 0°C, середня максимальна – 14,7°C, а середня мінімальна – -17,5°C. Середня річна кількість опадів – 990 мм.
| Клімат поселення                              | Клімат поселення | Клімат поселення | Клімат поселення | Клімат поселення | Клімат поселення | Клімат поселення | Клімат поселення | Клімат поселення | Клімат поселення | Клімат поселення | Клімат поселення | Клімат поселення | Клімат поселення |
| Показник                                      | Січ.             | Лют.             | Бер.             | Квіт.            | Трав.            | Черв.            | Лип.             | Серп.            | Вер.             | Жовт.            | Лист.            | Груд.            |                  |
| Середній максимум, °C                         | −8,9             | −8,21            | −3,42            | 2,53             | 7,38             | 12,14            | 14,25            | 14,66            | 11,29            | 6,10             | 0,83             | −5,72            |                  |
| Середня температура, °C                       | −13,2            | −12,5            | −7,74            | −1,78            | 3,08             | 7,84             | 11,47            | 11,85            | 8,49             | 3,31             | −1,96            | −8,51            |                  |
| Середній мінімум, °C                          | −17,51           | −16,81           | −12,04           | −6,08            | −1,24            | 3,54             | 8,68             | 9,06             | 5,69             | 0,51             | −4,76            | −11,3            |                  |
| Норма опадів, мм                              | 82               | 73               | 82               | 67               | 65               | 92               | 93               | 93               | 93               | 82               | 82               | 86               |                  |
| Середньомісячна швидкість вітру, м/с          | 7.05             | 6.72             | 6.94             | 6.43             | 5.51             | 5.39             | 4.88             | 4.89             | 5.72             | 6.41             | 6.99             | 7.18             |                  |
| Середньомісячна сонячна радіація, кДж/м²·день | 2920             | 5872             | 10269            | 14791            | 17479            | 18619            | 17933            | 14468            | 9980             | 5530             | 3022             | 2102             |                  |
| --------------------------------------------- | ---------------- | ---------------- | ---------------- | ---------------- | ---------------- | ---------------- | ---------------- | ---------------- | ---------------- | ---------------- | ---------------- | ---------------- | ---------------- |
| Джерело:                                      |                  |                  |                  |                  |                  |                  |                  |                  |                  |                  |                  |                  |                  |